# یواس‌اس اسپیت‌فایر (۱۷۷۶)
یواس‌اس اسپیت‌فایر (۱۷۷۶) (به انگلیسی: USS Spitfire (1776)) یک کشتی بود. این کشتی در سال ۱۷۷۶ ساخته شد.